# 福井県道230号大谷秋生大野線
福井県道230号大谷秋生大野線（ふくいけんどう230ごう おおたにあきうおおのせん）は福井県大野市内に終始する一般県道である。

## 路線概要

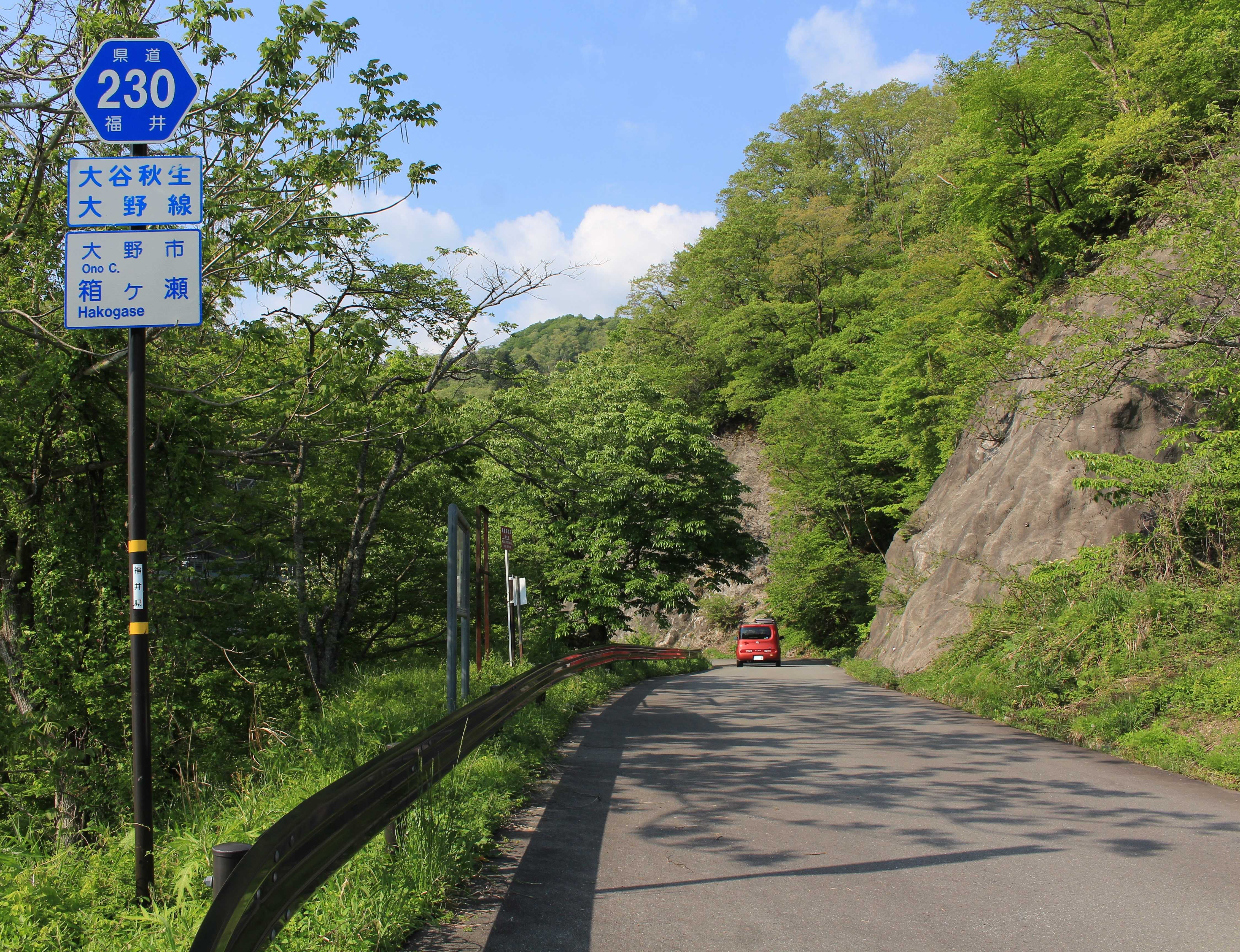
起点付近の大野市箱ヶ瀬

国道157号と国道158号を結ぶ路線である。国道158号線には大野市下半原の九頭竜湖畔で接続し、九頭竜湖を渡って伊勢川沿いに上流へ向かう。九頭竜湖を渡る橋は「箱ヶ瀬橋」と名付けられた吊り橋で、瀬戸大橋の試作橋として建設された。大野市伊勢から大野市上秋生へ伊勢峠を越えたのちは笹生川に沿って下り、大野市中島の雲川沿いで国道157号に接続する。古くは穴馬道と呼ばれた。

### 路線データ
- 起点：福井県大野市下半原
- 終点：同市中島

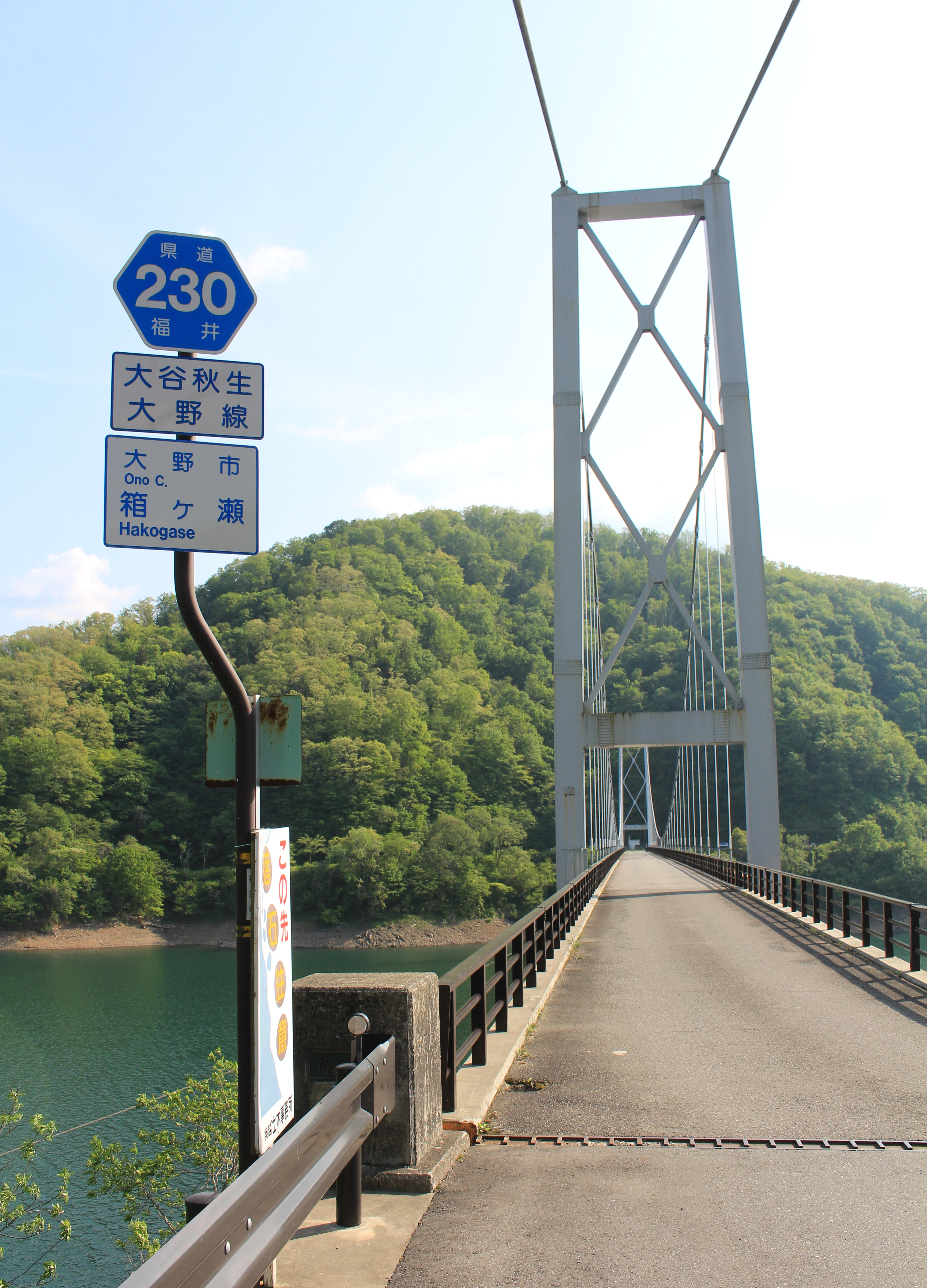
起点付近の大野市箱ヶ瀬で九頭竜湖に架かる箱ヶ瀬橋
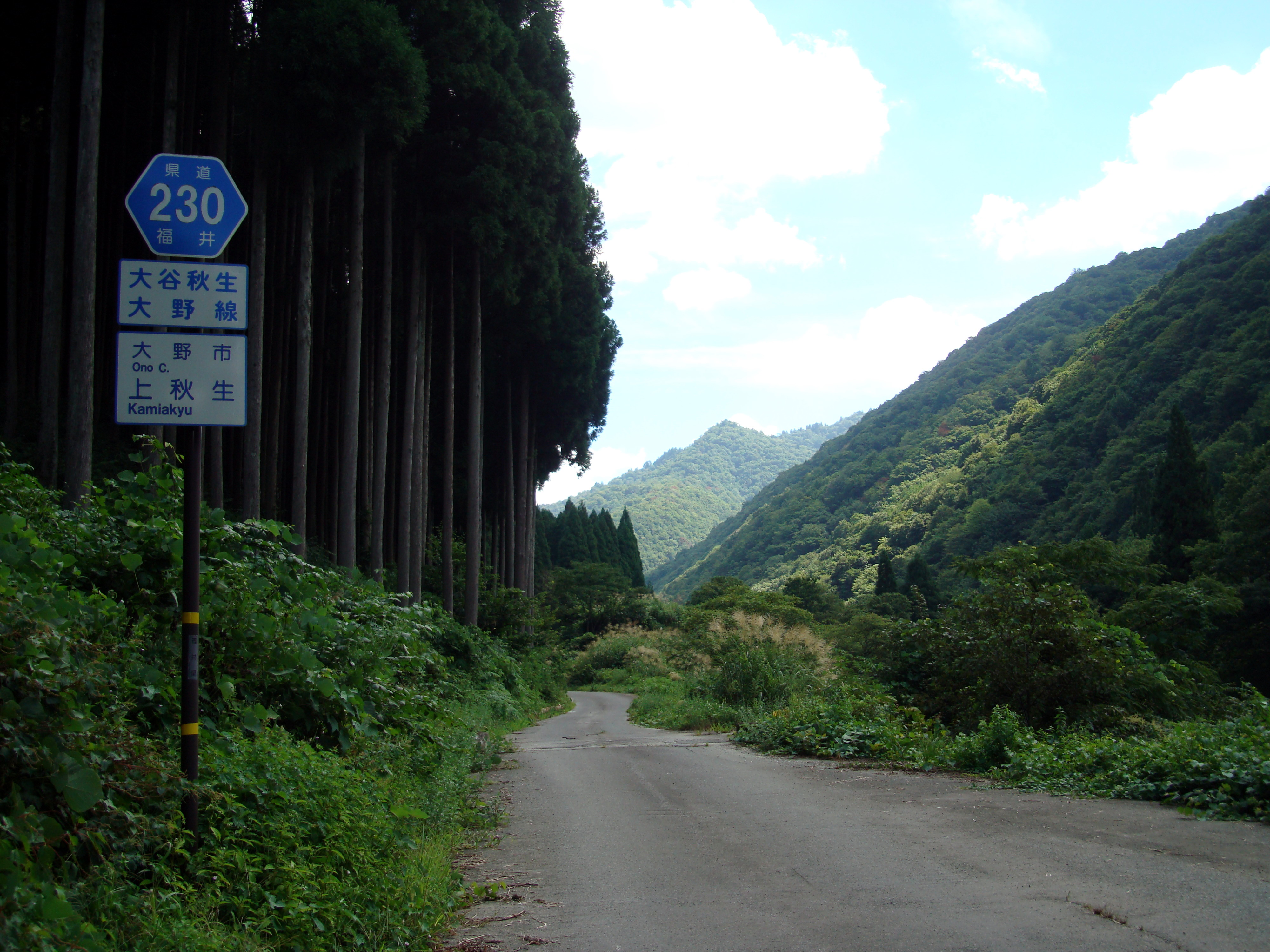
大野市上秋生

## 道路状況
2022年現在は全線を通してアスファルト舗装されているが狭路でカーブが多く、すれ違いが困難な個所もある。2車線が確保されているのは起点および終点付近の僅かな区間のみである。

## 通過する峠
- 伊勢峠

## 接続路線

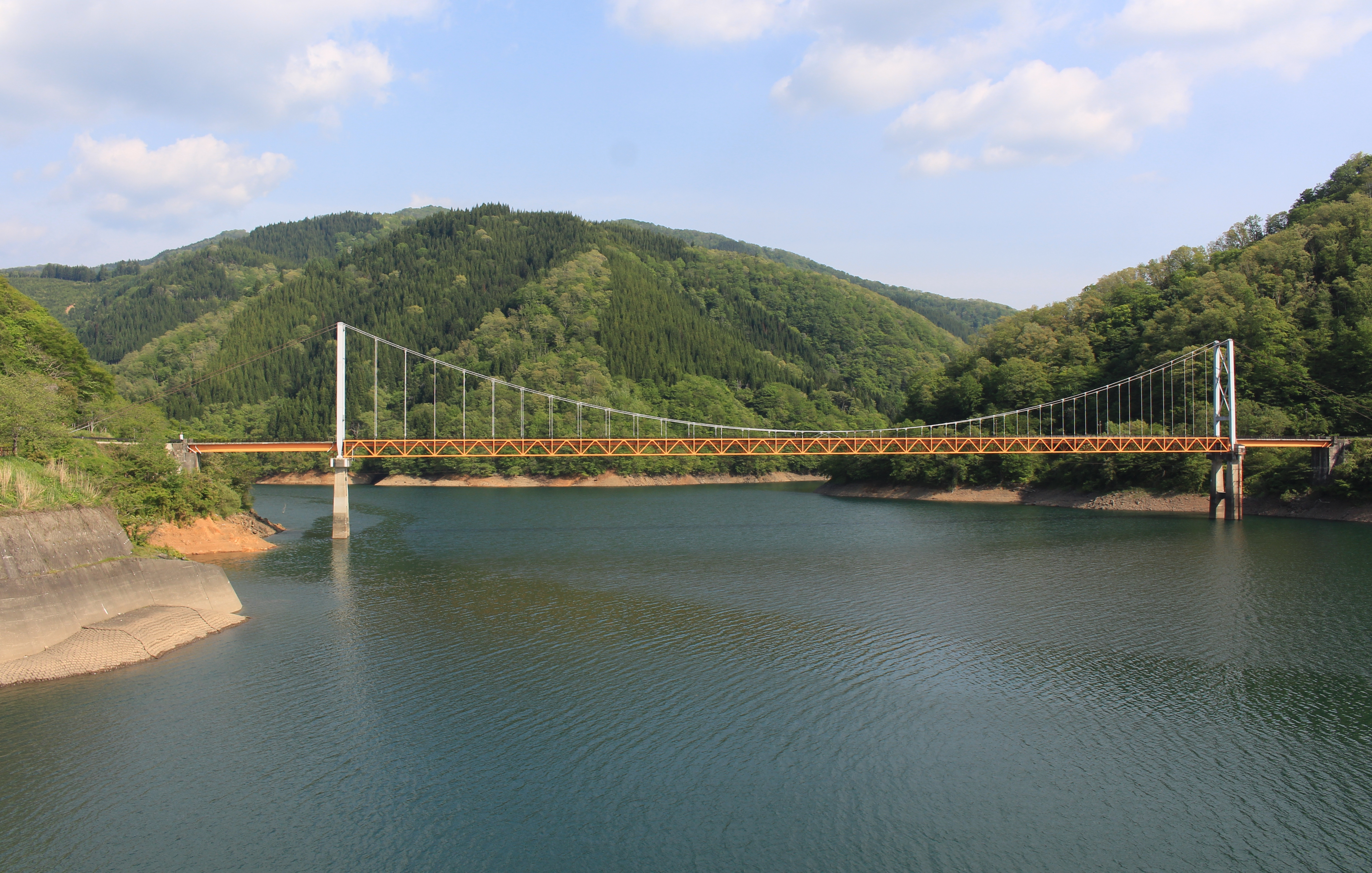
接続路線である国道158号の九頭竜湖畔から望む箱ヶ瀬橋

- 国道157号（終点）
- 国道158号（起点）
- 国道418号（国道157号と重複）

## 沿線
- 麻那姫湖青少年旅行村
- 笹生川ダム
- 九頭竜湖